# هیت (تگزاس)
هیت، تگزاس (به انگلیسی: Heath, Texas) شهری در ایالات متحده آمریکا با جمعیت ۴٬۱۴۹ نفر است که در تگزاس واقع شده‌است.

## موقعیت جغرافیایی
موقعیت جغرافیایی شهرها و مناطق اطراف به شرح زیر است: